# Hydraziniumdichlorid
Hydraziniumdichlorid ist eine chemische Verbindung aus der Gruppe der Hydraziniumsalze.

## Gewinnung und Darstellung
Hydraziniumdichlorid kann durch Reaktion von Hydrazin mit Salzsäure in einem speziellen Prozess gewonnen werden, da die Reaktion normalerweise Hydraziniumchlorid oder eine Mischung beider Verbindungen ergibt.

## Eigenschaften
Hydraziniumdichlorid ist ein nicht brennbarer, hellgelber, geruchloser Feststoff. Er zersetzt sich bei Erhitzung über etwa 198 °C in Hydraziniumchlorid und Chlorwasserstoff. Seine wässrige Lösung reagiert stark sauer. Die Verbindung besitzt eine kubische Kristallstruktur mit der Raumgruppe Pa3 (Raumgruppen-Nr. 205) (a = 1,249 nm,
b = 2,185 nm, c = 0,441 nm).

## Verwendung
Hydrazindihydrochlorid wird als Chlorfänger in Chlorwasserstoff-Gasströmen eingesetzt. In der Fotoindustrie dient es als Entwicklerzusatz zur Erhöhung der Entwicklergeschwindigkeit. Es fand früher auch Verwendung in Kupfer- und Messingreinigungsmitteln.